# Rotrudis de Tréveris
Rotrudis de Tréveris (c. 695-724) fue la primera esposa de Carlos Martel, mayordomo de los reinos de Austrasia, Neustria y Borgoña. Fue madre de Pipino el Breve y abuela de Carlomagno.

## Biografía
Por mucho tiempo se pensó que era hija de Willigarda de Baviera y de Liévin, Liutwin o Leudin (¿?-713), arzobispo de Tréveris, pero estudios recientes establecieron que fue hija del conde Lamberto de Hesbaye (¿?-714), antepasado de los Capeto y de quien desciende también Ermengarda de Hesbaye, esposa de Ludovico Pío.
Se casó con Carlos Martel entre los años 706 y 707, hijo natural de Pipino de Heristal, mayordomo de todos los Reinos Francos.
La muerte de Pipino (714) provocó una guerra entre los reinos francos por la sucesión. En ella se enfrentaron el rey de Neustria, Chilperico II y su mayordomo Ragenfrido contra del mayordomo de Borgoña y Austrasia, Teodoaldo; también Carlos Martel, quien poseía el apoyo de la nobleza austrasiana y ambicionaba ser mayordomo. Finalmente, tras la Batalla de Soissons, Carlos Martel venció a sus adversarios.
Rotrudis murió en el año 724.

## Hijos
Rotrudis le dio cinco hijos a Carlos Martel:
- Carlomán (707-754), mayordomo de Austrasia hasta el 747, más tarde monje de la abadía de Montecassino. Beatificado.
- Pipino el Breve (715-768), mayordomo de los reinos de Borgoña, Neustria y Austrasia desde el (747), rey de los francos desde el (751). Casado en 744 con Bertrada de Laon, padre de Carlomagno.
- Hiltrude (720-754), casada Odilón I de Baviera.
- Landrada
- Aldana (722 - aproximadamente 741), casada con el conde Teodorico II de Autun.

## Fuente
- Esta obra contiene una traducción parcial derivada de «Rotrude di Treviri» de Wikipedia en italiano, publicada por sus editores bajo la Licencia de documentación libre de GNU y la Licencia Creative Commons Atribución-CompartirIgual 4.0 Internacional.

- Datos: Q469702